# Ralph Evans
Ralph Evans (Nova Iorque, 7 de fevereiro de 1924 — Darien, 23 de julho de 2000) foi um velejador estadunidense, medalhista olímpico. Ele competiu nos Jogos Olímpicos de Verão de 1948 na classe Firefly e conquistou a medalha de prata.
Durante a Segunda Guerra Mundial, Evans foi piloto de caça da Força Aérea dos Estados Unidos na aeronave Vought F4U Corsair. Após a guerra, ele estudou no Instituto de Tecnologia de Massachusetts.